# ورم حبيبي لمفاوي
الورم الحبيبي اللمفاوي (LYG أو LG) هو اضطراب تكاثر لمفاوي نادر جدًا وُصف لأول مرة في عام 1972. الورم الحبيبي اللمفاوي هو ليمفوما شبيهة بالورم الحبيبي يُلاحظ مجهريًا فيها وجود أورام حبيبية مع ارتشاح ليمفاوي متعدد الأشكال ونخر بؤري.
يؤثر الورم الحبيبي اللمفاوي بشكل شائع على الأشخاص في منتصف العمر، ولكن لوحظ حدوثه أحيانًا عند الشباب. الذكور أكثر إصابة من الإناث بمرتين.

## الأسباب
يحتوي الورم الحبيبي اللمفاوي على خلايا بائية خبيثة وخلايا تائية غير خبيثة متفاعلة، ويرتبط دائمًا بإصابة الخلايا البائية الخبيثة بفيروس إبشتاين بار؛ لذلك يعتبر شكلاً من أشكال أمراض التكاثر اللمفاوي المرتبطة بفيروس إبشتاين بار. يُعتقد أن هذا المرض ناتج عن كل من وجود عدوى بفيروس إبشتاين بار وتثبيط المناعة من خلال الأدوية المثبطة للمناعة (تشير تقارير الحالات المتعلقة بالموضوع تناول أدوية الميثوتريكسات والآزاثيوبرين)، وعدوى مثل فيروس نقص المناعة البشرية أو التهاب الكبد الفيروسي المزمن أو عيوب الخلايا التائية الذاتية.

## الفيزيولوجيا المرضية
يؤدي ظهور المرض إلى تكاثر الخلايا البائية الخبيثة المصابة بفيروس ابشتاين بار واستجابة الخلايا التائية السامة للخلايا المتكاثرة التي سترتشح إلى الأنسجة وتسبب اختلال وظائف الأعضاء المصابة. ينتكس المرض عادة بعد العلاج الناجح بسبب عدم قدرة الجهاز المناعي والأدوية الفيروسية الحالية على القضاء على عدوى فيروس ابشتاين بار. في حال استطاع الأطباء ربط ظهور المرض باستخدام الأدوية المثبطة للمناعة، فإن التوقف عن تناول هذه الأدوية قد يعيق الانتكاس. الأعضاء المتأثرة بالمرض عادة هي الجلد والرئتين والجهاز العصبي المركزي بينما يتأثر الكبد والكلى بدرجة أقل. سبب الوفاة عادة مضاعفات رئوية، ومع ذلك، فإن إصابة الجهاز العصبي المركزي التي تؤثر على ما يصل إلى ثلث المرضى قد تكون شديدة جدًا وتسبب تغيرات الحالة العقلية، والرنح، والشلل النصفي، والنوبات الصرعية، وفقدان الوعي والموت، وتحدث الأعراض عادة في هذا الترتيب.
من ثم لوحظ تحول المرض إلى لمفوما الخلية البائية الكبيرة المنتشرة، وفي حين أن الورم الحبيبي اللمفاوي من الدرجة الأولى يحتوي على عدد كبير من الخلايا البائية إيجابية ابشتاين بار، يحتوي الورم الحبيبي اللمفاوي من الدرجتين الثانية والثالثة على عدد كبير من الخلايا التائية وعلى خلايا بائية منتشرة.

## العلاج
يعتمد العلاج على درجة الورم التي تتراوح من الأولى حتى الثالثة، ولكنه يتكون عادةً من الكورتيزون والريتوكسيماب والعلاج الكيميائي (إيتوبوسيد، وفينكريستين، وسيكلوفوسفاميد، ودوكسوروبيسين). لوحظ أن الميثوتريكسات يحفز حدوث الورم الحبيبي اللمفاوي. استخدم المعهد الوطني الأمريكي للسرطان الإنترفيرون الفا وترافق ذلك مع نتائج متفاوتة. في السنوات الأخيرة، كانت إجراءات زراعة الخلايا الجذعية المكونة للدم لهؤلاء المرضى مترافقة مع نسب نجاح جيدة نسبيًا. وجدت دراسة أجريت عام 2013 على 10 حالات أن 8 مرضى شفيوا بعد العلاج وأصبحوا خاليين من الأمراض بعد عدة سنوات. توفي اثنان من المرضى الذين شفيوا في وقت لاحق، أحدهما بسبب الانتحار والآخر بسبب داء الطعم حيال الثوي بعد عملية زرع ثانية بعد 4 سنوات. توفي المريضان المتبقيان بسبب إنتان الدم بعد الزرع.

## الإنذار
يزيد معدل الوفيات الحالي عن 60% بعد 5 سنوات. ومع ذلك، من المتوقع انخفاض هذا العدد كنتيجة لزراعة الخلايا الجذعية المكونة للدم التي تُجرى في السنوات الأخيرة بوتيرة أكبر فقط. لوحظ حدوث هجوع كامل عند نسبة 90% من الأشخاص الذين لديهم إصابة في الجهاز العصبي المركزي وعولجوا بالانترفيرون الفا في المعهد الوطني للسرطان في الولايات المتحدة.